# Robledillo de la Jara
Robledillo de la Jara es un municipio y localidad española del norte de la Comunidad de Madrid. El término tiene una población de 131 habitantes (INE 2024). Situado en el valle del Lozoya, en la comarca de la Sierra Norte, orográficamente se halla en las últimas estribaciones meridionales del macizo de Ayllón, entre el río Lozoya y su afluente El Riato. El término municipal incluye al despoblado de El Villar, que da nombre al embalse homónimo.

## Toponimia
Parece ser que el nombre hace referencia a la gran cantidad de robles y jaras que, como principales especies autóctonas, poblaban los entornos del pueblo. Se cree que en principio era “Robledillo (o Robredillo)” sin más, y luego para diferenciarlo de otros Robledillos, se le añadió “de la Jara”. Es probable que este añadido surgiera en relación con el Quarto de la Xara de la Comunidad de Villa y Tierra de Buitrago, al que Robledillo perteneció. 

## Historia
No se sabe de cuándo data la fundación del pueblo. Se da por cierto que la zona fue repoblada a raíz de su conquista por Alfonso VI de Castilla en 1083, en cuyos siguientes siglos se consolidaron muchas poblaciones por la vertiente meridional de Somosierra, Robledillo entre ellas; pero faltan noticias que aclaren si aquello fue una fundación real o una transformación de otros núcleos preexistentes, pues en 1096, un privilegio del Rey facultaba a Buitrago para "repoblar los núcleos existentes en su jurisdicción y crear otros nuevos". O sea que ya existían núcleos, pero no se sabe cuáles.
En todo caso, Robledillo fue una de las 32 poblaciones que, a partir de entonces, integraron la Comunidad de Villa y Tierra de Buitrago, formando una sola unidad jurisdiccional con la Villa de Buitrago como cabecera. Esta unidad jurisdiccional constituyó el origen del Señorío de Buitrago, que en el siglo XIV pasó a la Casa de los Mendoza, uno de cuyos miembros, Íñigo López de Mendoza, marqués de Santillana, menciona a Robledillo en una de sus Serranillas diciendo: “Madrugando en Robledillo/ por yr buscar un venado,/ fallé luego al Colladillo/ caça, de que fui pagado./ Al pie de aquessa montaña,/ la que dizen de Verçossa,/ vi guardar muy grant cabaña/ de vacas moça fermosa”.
Ese “Colladillo” al que se refiere Íñigo López de Mendoza hace pensar en el paraje de Los Colladillos Cimeros de Robledillo; la “grant montaña”, en Peña Portillo a cuyo pie se halla Berzosa; y la “cabaña de vacas”, en la vacada de Berzosa, guardada por turno a días como se vino haciendo hasta avanzado el siglo XX. De todo ello faltan datos que lo atestigüen.
Los Mendoza, que en 1475 recibieron el título de duques del Infantado, ostentaron la titularidad del Señorío de Buitrago hasta la abolición de este régimen en el siglo XIX. Durante su vigencia, Robledillo estuvo adscrito al Cuarto de la Jara, junto con Cervera, Berzosa, Serrada y Paredes, y todo el Señorío perteneció a Guadalajara hasta el nuevo diseño provincial de 1833, que incluyó a Robledillo y la mayor parte de los demás núcleos de dicho señorío en la provincia de Madrid.
En 1612, el concejo de Robledillo compró, por 12 000 reales, al vecino de Buitrago Juan de Orozco las posesiones que este tenía en el término de El Villar, ya despoblado, las cuales confinaban con heredades de vecinos de Robledillo, por lo que a partir de entonces quedó en poder del concejo y vecinos de este pueblo todo el territorio de El Villar. Para el pago de la compra, el municipio vendió 1500 pies de encinas de su dehesa de Casasola y un molino que poseía en el término de El Atazar.
La localidad aparece descrita en el decimotercer volumen del Diccionario geográfico-estadístico-histórico de España y sus posesiones de Ultramar de Pascual Madoz de la siguiente manera:-

ROBLEDILLO DE LA JARA: l. con ayunt. de la prov., y aud. terr. de Madrid (12 leg.), part. jud. de Torrelaguna (3), c. g. de Castilla la Nueva, dióc. de Toledo (24): sit. en la falda N. de los cerros titulados de la Mujer Muerta; le combaten todos los vientos en particular el del N.: su clima en algun tanto es frio, padeciéndose por lo comun tercianas. Tiene de 55 á 60 casas, inclusa la de ayunt.; escuela de primeras letras comun á ambos sexos á la que concurren 20 alumnos que se hallan dotados con 600 rs., y una igl. parr. (San Pedro, con curato de entrada y provisión en concurso; tiene un anejo en la Cabrera para cuyo servicio hay un teniente de provision ordinaria: en los afueras de la población se encuentra una ermita (La Soledad) de la cofradía de la Vera Cruz; y una fuente de regulares aguas, de las cuales, y de las de otras varias que hay esparcidas por el térm. se utilizan los vecinos para sus usos y el de los ganados: confina el térm. N. Berzosa; E. Atazar; S. Cervera, y O. Mangiron: se estiende 3/4 leg. de N. á S. y 5/4 de E. á O. v comprende un desp. titulado del Villar; algún viñedo, 3 dehesas de poca estension pobladas de roble; muchas jaras y diferentes prados naturales con regulares pastos, le atraviesa el r. Lozoya: el terreno es ligero, pizarrozo y de inferior calidad: caminos los que dirigen á los pueblos limítrofes en mal estado: el correo se recibe en la administracion de Buitrago. prod.: trigo, centeno y vino: mantiene ganado lanar, vacuno, y cabrio: cria caza de liebres, conejos y perdices; y pesca de truchas, barbos y bogas. ind.: la agrícola, 2 molinos harineros y 9 telares de lino. pobl.: 32 vec., 192 alm. cap. prod.: 2.079,474 rs. imp.: 101,497. contr. 9'65 por 100
(Madoz, 1849, p. 523)

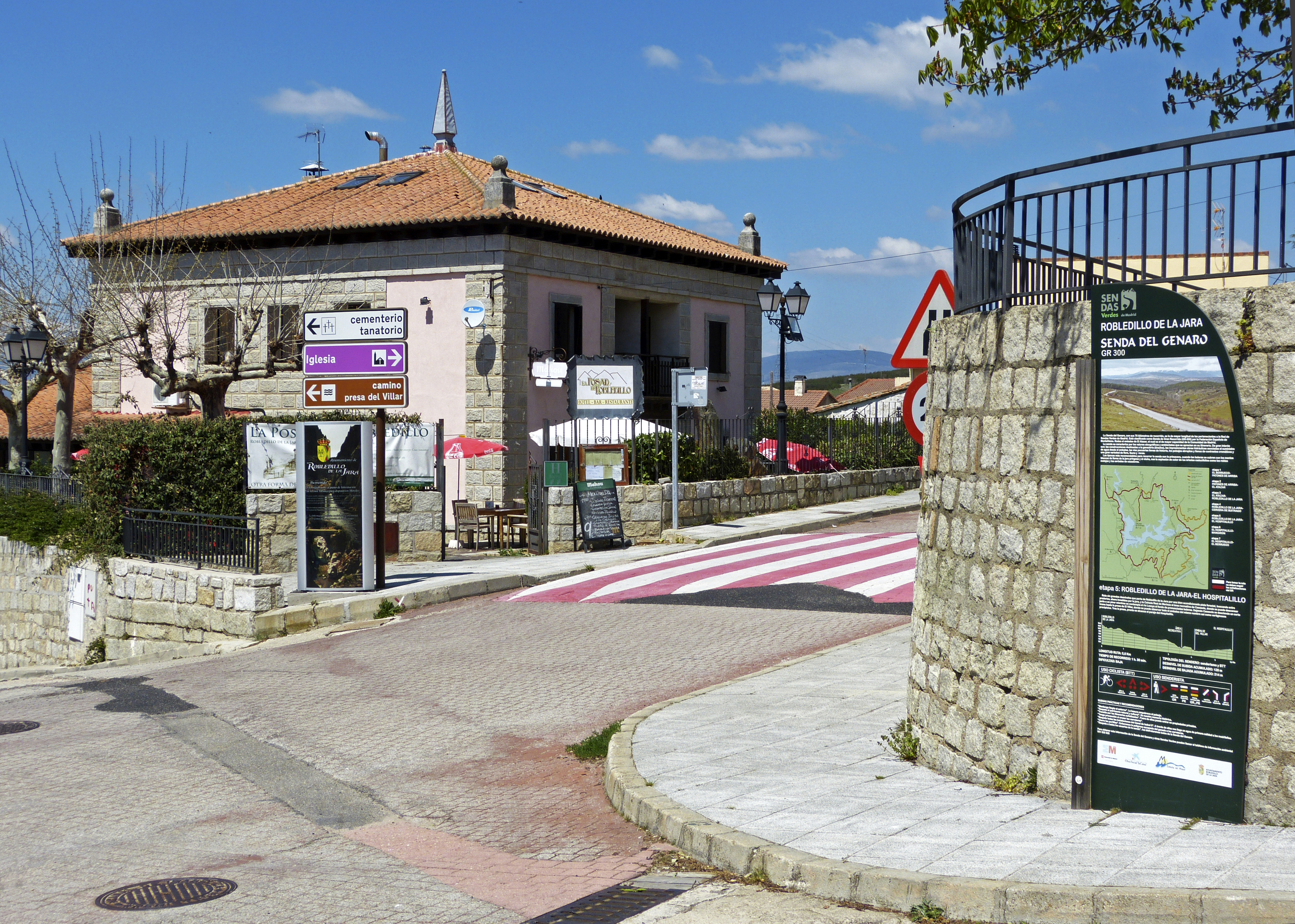
Restaurante La Posada, antigua Clínica y Casa del Médico. El edificio fue construido en 1957.

En 1847 se produjo la anexión del municipio de El Atazar al de Robledillo, cuya vigencia duró hasta 1928. Y en 1977, a punto estuvieron de fusionarse Robledillo, Berzosa y La Puebla en una sola entidad municipal, “con denominación de Valle del Villar y capitalidad en el núcleo de población de Robledillo de la Jara”, según consta en el Real Decreto del Ministerio de la Gobernación que aprobó el proyecto; pero, finalmente, no hubo acuerdo.

## Geografía

### Ubicación
Limita, al norte con Berzosa del Lozoya; al sur con Cervera de Buitrago; al este con Puebla de la Sierra y El Atazar, y al oeste con Manjirón, este incluido hoy en el municipio de Puentes Viejas. La divisoria de Berzosa es bastante irregular, pues no sigue en general alineación geográfica alguna, y algo parecido ocurre con la de Cervera; la de El Atazar también es artificial, pero describe una línea menos tortuosa. Las de Puebla de la Sierra y Manjirón, en cambio, son completamente naturales coincidiendo con los cauces de los ríos Riato y Lozoya respectivamente.
Con automóvil se llega desde Madrid tomando la N-1 hasta llegar al kilómetro 60, a la altura de La Cabrera (Madrid), donde se toma la carretera M-127 en cuyo kilómetro 20 se encuentra Robledillo de la Jara. 
En lo relativo a autobuses, la línea interurbana 191D conecta el municipio con Buitrago del Lozoya. La línea 199A une de forma circular Montejo, Mangirón y Buitrago.

### Casco urbano
En Robledillo el poblamiento es de tipo concentrado, sin apenas espacios verdes entre los edificios. Hasta muy avanzado el siglo XX, las edificaciones estrictamente agropecuarias se reducían a encerraderos de ganado menor, o sea de ovejas y cabras, en la zona cimera del pueblo, prácticamente todas entre la actual calle de Jesús del Valle y las eras. En el núcleo restante se situaban las viviendas, que en muchos casos no tenían corral y su interior incluía cuadra de las mulas, gallinero, palomar, bodega, trojes, etc.; y en otros, con corral incorporado, era en este donde se adosaban otras construcciones agropecuarias anejas, como pajares, establos para vacas y caballerías, cortes de los cerdos y casillos para almacenar el heno. Muy pocas eran las edificaciones destinadas exclusivamente a viviendas.

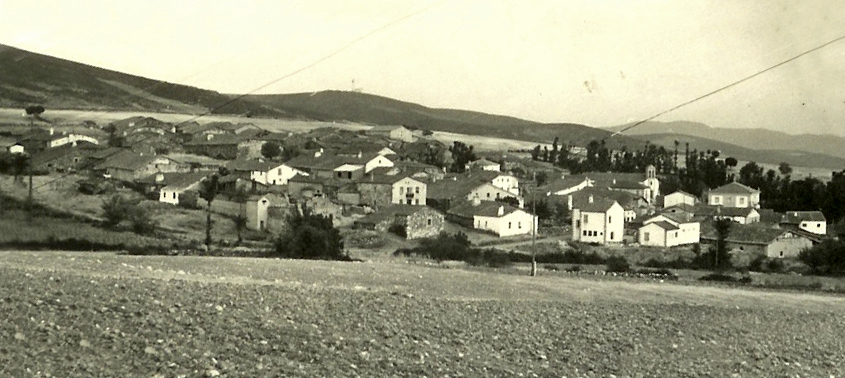
Robledillo de la Jara en 1967

Los árboles, ausentes del casco urbano, circunvalaban el pueblo, pues en todo su entorno, excepto las eras, había una hermosa olmeda que, aniquilada por la grafiosis en las últimas décadas del siglo XX, se ha suplido luego con la plantación de otras especies.
La situación del pueblo es muy ventajosa, pues se halla: en suelos poco productivos, tal vez para no desperdiciar recursos agrícolas; sobre firmes micaesquistos en los que se cimentaban directamente las casas; con unos entornos (“a vuelta casa”, en lenguaje local) bastante fértiles, donde tener próximos los cultivos; con algún síntoma de acuíferos en las vaguadas de alrededor, buscando la cercanía del agua; y en una despejada y alta pendiente con amplias panorámicas, que incluyen la sierra de la Cabrera, los montes Carpetanos y Peñalara. No está, en cambio, en un lugar resguardado, sino elevado y orientado a poniente, lo que le hace soportar rigurosas asperezas climáticas. Esta condición se ha procurado atenuar orientando hacia el mediodía las fachadas y puertas principales, tanto de las viviendas como de los encerraderos de ganados.

### Orografía e hidrografía

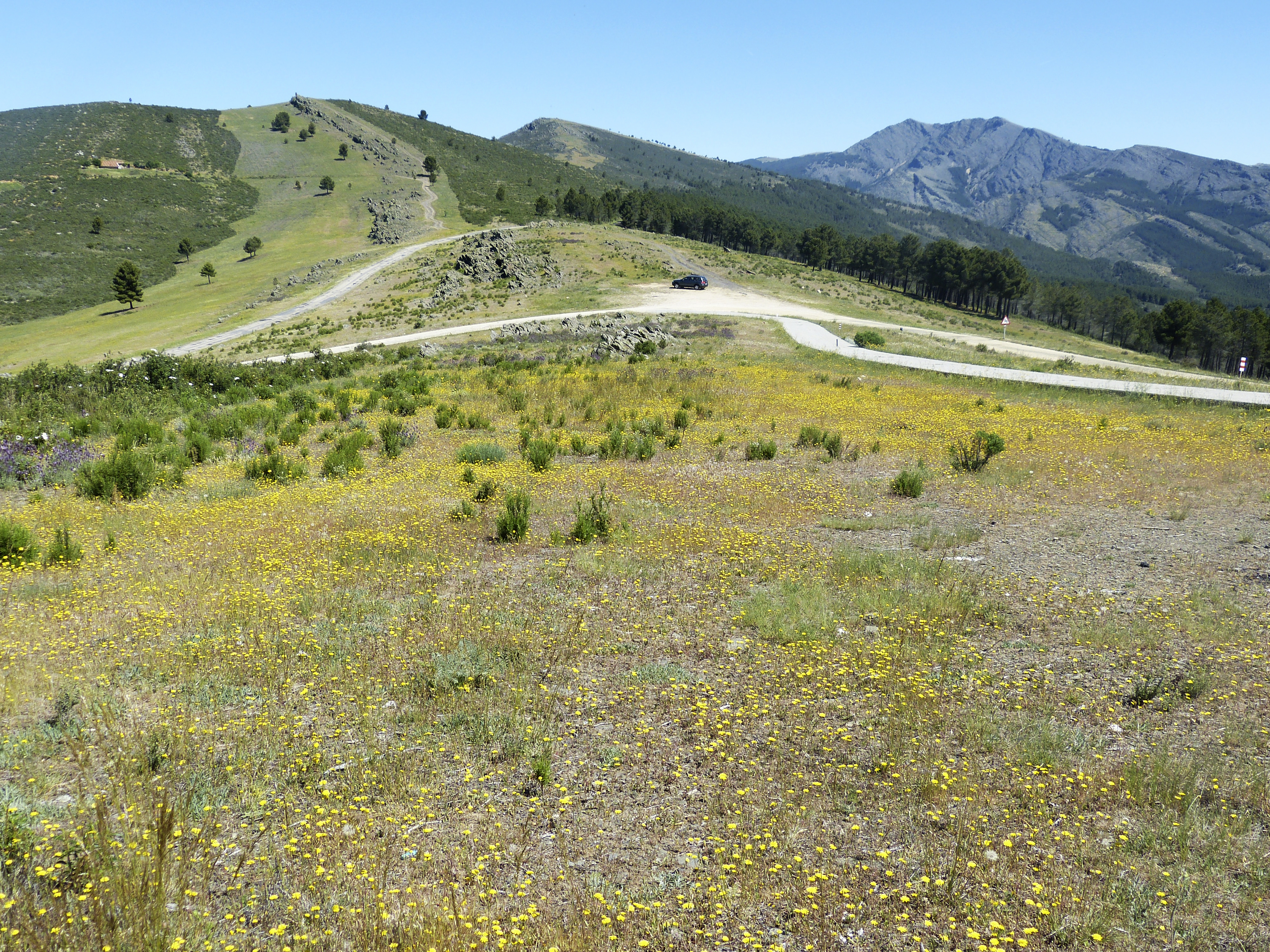
Panorámica de El Cerro. Al fondo Peñalacabra.

El término municipal se halla atravesado de norte a sur por un cordal montañoso, conocido por los lugareños como El Cerro, que lo divide en tres vertientes hidrográficas: una orientada a poniente, la más extensa, cuya compleja red de corrientes hídricas acaba en dos únicos arroyos, el de Valdemazos y el del Villar, que afluyen al río Lozoya, el primero dentro del embalse de El Villar y el segundo en el embalse de El Atazar; otra vertiente se orienta hacia levante y da aguas al río Riato a través de una sucesión de cerrillos y pequeños vallejos, casi todos paralelos entre sí y perpendiculares al cerro, al conjunto de los cuales se le ha venido llamando precisamente Los Vallejos; y la tercera vertiente, mucho más reducida, orientada al sur, también da aguas al Lozoya pero a través del término municipal de Cervera. Los principales arroyos de esta última son el de Valdehierro y Vallejo del Saz.
El paraje más elevado del término municipal de Robledillo es el de los Colladillos Cimeros (1246 m sobre el nivel del mar), junto al término de Berzosa; y el de menor nivel, el Llano Bajero junto al término de Cervera y el río Lozoya, que apenas sobrepasa los 800 m. El casco urbano se halla a unos 1025 m, tomando como referencia el centro del pueblo y según datos del Instituto Geográfico Nacional.

## Demografía
Cuenta con una población de 131 habitantes (INE 2024).
| Gráfica de evolución demográfica de Robledillo de la Jara entre 1842 y 2021 |
| |
| Población de derecho según los censos de población del INE Población de hecho según los censos de población del INEEntre el censo de 1857 y el anterior, crece el término del municipio porque incorpora a 28016 (El Atazar) Entre el censo de 1930 y el anterior, disminuye el término del municipio porque independiza a 28016 (El Atazar) |

| 57                                          | 84 | 93 | 103 | 130 | 103 | 100 | 80 |
| (Fuente: Instituto Nacional de Estadística) |    |    |     |     |     |     |    |

En 1920, Robledillo y su anejo de entonces, El Atazar, sumaban 427 habitantes; en 1935, ya sin su anejo, eran 254 (122 mujeres y 132 varones) y todavía en la década de 1950 vivían en el pueblo unas 60 familias, equivalentes a más de 200 personas. Es hacia 1960 cuando gran parte de sus vecinos deciden irse a vivir a otros lugares y dejan el pueblo con los ancianos y pocos más, de manera que en 1991 el censo queda reducido a 57 personas. En los años siguientes se recupera un poco y, por fin, alcanza los 103 habitantes en 2014.
Pero estos altibajos de los últimos tiempos no deben de haber sido los que históricamente han caracterizado a Robledillo, donde la evolución demográfica de los siglos precedentes parece bastante regular oscilando entre los 60 y 80 vecinos (familias), excepto una brusca disminución en el siglo XVII, probablemente por efecto o influencia de la peste bubónica de 1599.
En el Padrón de Moneda forera de 1554, el pueblo figura con 85 vecinos, reducidos a 43 en 1656, y a 37 en 1670. En el Catastro de Ensenada (1751) se contabilizan 72 casas y 68 vecinos; las Descripciones de Lorenzana (1782) los cifra en 60; en el Censo de Floridablanca (1786) figuran 244 habitantes, 104 de los cuales son menores de 16 años; casi un siglo después, en 1877, la población ascendía a 277 almas (429, con su anejo El Atazar); y a mediados del siglo XIX, en el Diccionario de Pascual Madoz, Robledillo figura con "55 á 60 casas, inclusa la de ayuntamiento" y "32 vecinos, 192 almas". Pero esto último parece erróneo, pues con 192 almas y 32 vecinos saldría la poco probable cifra de seis personas por vecino o familia.[cita requerida]
Con 20,35 km² de superficie y 99 habitantes (INE 2016), su densidad de población es de 4,86 hab./km². Por número de habitantes resulta el décimo más pequeño de la Comunidad de Madrid, y por superficie, el trigésimo cuarto menos extenso.

## Economía
Durante los últimos siglos, al menos, en Robledillo se ha vivido de la agricultura y ganadería. Otras ocupaciones derivadas de ellas (como herrería y molienda) y servicios (como abacería y barbería) originaban muy pocos empleos. Las principales especies cultivadas eran trigo y centeno, ambos por el sistema de año y vez, o sea, un año de siembra y al siguiente de barbecho. Sistema de año y vez que ha llegado a nuestros días (mediados del siglo XX), pero que en siglos precedentes incluía una tercera añada para pastos, como consta en el Catastro de Ensenada (1751).

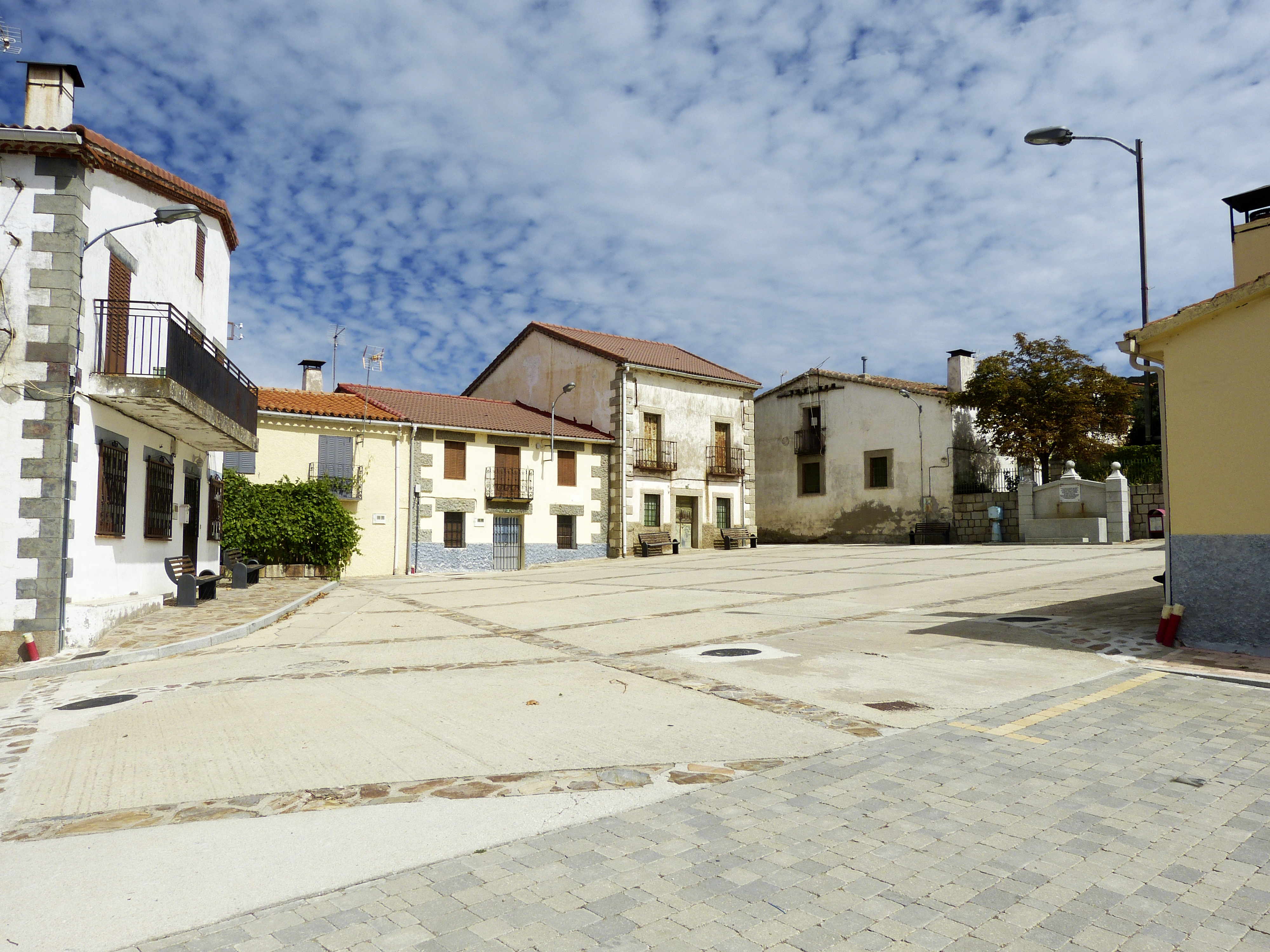
La plaza de Televisión Española se llama así en recuerdo del primer aparato televisor que llegó al pueblo

El centeno se sembraba en las tierras de inferior calidad. Al desaparecer la mancomunidad de pastos de las tierras de Buitrago en el siglo XIX, aumentó la extensión de su cultivo en detrimento de la ganadería. Hasta entonces gran parte de los montes eran comunes y no se podían roturar.
El trigo era de excelente calidad, pues, aunque gran parte de los suelos del término son pobres, también los hay fértiles y, además, muy soleados donde el cereal grana y madura bien. Se cuenta que en pasados siglos los agricultores de otras zonas acudían a Robledillo en busca de trigo para emplear buena semilla en la sementera.
Sin embargo, la buena calidad del trigo no bastaba para sacar a la población de una agricultura de subsistencia, dada la insuficiencia de tierras para todos los vecinos. Pocos de éstos eran los que cosechaban algún excedente. Tampoco las desamortizaciones del siglo XIX hicieron aumentar su producción, porque entre los bienes de manos muertas adquiridos por vecinos de Robledillo casi no había tierras de cultivo, sino de pastos, y, además, hubo casos (como el de la Dehesa de Arriba) en que eran las mismas que dichos vecinos venían explotando; ni excedentaria era la producción de patatas, tomates y otras hortalizas en los pocos, y diminutos, huertos disponibles. Cierto que en la añada de barbecho se utilizaban algunas de las mejores tierras de junto a los arroyos para cultivar en secano tomates, melones y sandías, todo ello de gran calidad pero muy limitado rendimiento. Y también faltaban mejoras en las técnicas de cultivo, pues hasta mediados del siglo XX la más rentable en Robledillo fue el arado romano.

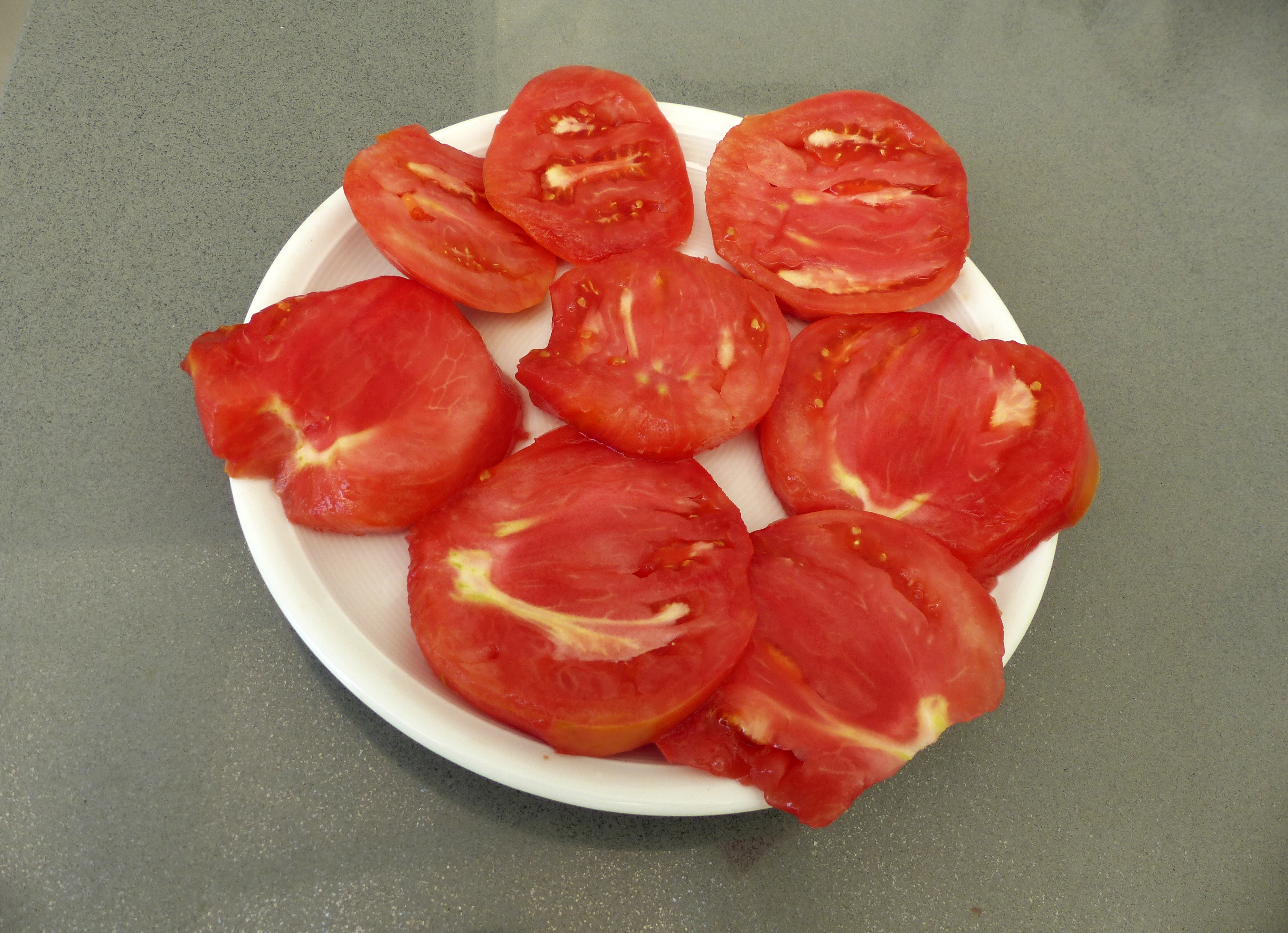
Tomates de Robledillo de la Jara

Otro cultivo era el de la vid, de mucha raigambre histórica en antiguas tierras de El Villar, que producía vino para autoconsumo. En el Catastro de Ensenada (1751) se le calcula una producción de 192 arrobas (= 3072 litros) por cosecha. La filoxera en el siglo XX acabó con todas las plantaciones.
Los ganados caprino y ovino sí que originaban algún excedente de carne y lana, mientras los vacunos y mulares contribuían a las faenas de carga y tiro. En todo caso, la extinción de la mancomunidad de pastos de Buitrago en el siglo XIX afectó a la ganadería de Robledillo: por una parte, supuso una reducción del número de vacas a favor de las caballerías, dada la mayor aptitud de éstas para labrar las nuevas y escabrosas tierras cultivables; y por otra, hizo que el pastoreo se limitara estrictamente al término de Robledillo, sin que las posteriores desamortizaciones resolvieran gran cosa, pues hubo compras, como las dehesas de Casasola (1862) y de Arriba (1877), que procedentes de los propios del pueblo, sólo sirvieron para que los vecinos las siguieran explotando prácticamente como antes de su adquisición.
Por el Catastro de Ensenada conocemos la cantidad de ganados de Robledillo a mediados del siglo XVIII (transcripción actualizada): “Las especies y número de ganados que hay en este pueblo y se mantienen con los pastos del término de la Villa y Tierra de Buitrago son: 2300 cabezas de ganado lanar churro; 1150 de cabrío; 170 de vacuno, y de éstas las 120 de labor, y las 50 de cerril; 68 jumentos y pollinos, 125 puercos grandes y chicos; y 6 o 7 yeguas, mulas y potros"; también, 160 colmenas. Y en 1943, según documentos municipales, en Robledillo había: 50 mulas, 78 vacas, 5 caballos, 7 asnos, 2943 cabezas de ovejas y cabras, 72 cerdos sacrificados (8218 kg), 437 gallinas (incluidos gallos y pollos) y 173 colmenas. Todo ello bajo los efectos de una reciente Guerra Civil.
En cuanto al carboneo, poca repercusión debió de tener en Robledillo, pues se limitaba al producido por las dehesas. A este respecto, el Catastro de Ensenada nos dice que la Dehesa de Abajo se corta de 20 en 20 años por precio de 2.000 reales; y la de Arriba, de 25 en 25 años por precio de 700 reales.

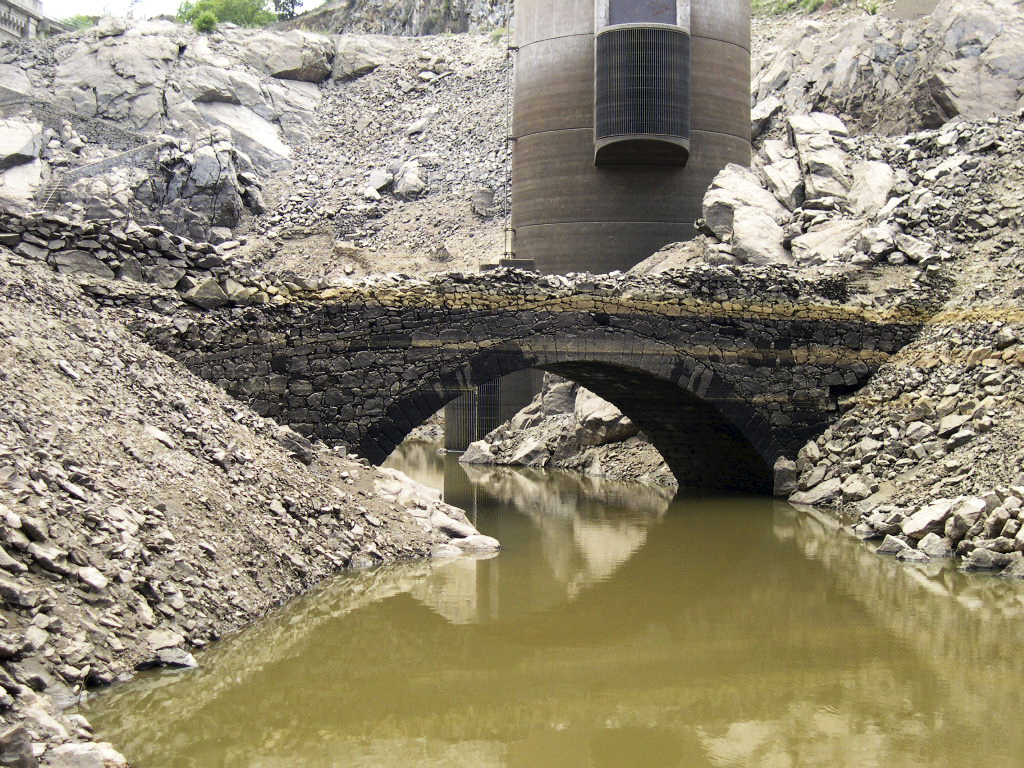
Puente medieval del Villar

La construcción de la presa del Villar entre 1869 y 1882 contribuyó, mientras duraron los trabajos, a la prosperidad de la zona, siendo pocas, y yermas, las tierras de Robledillo que el embalse anegó. Pero quedaron sumergidos el Molino de Melones, propiedad de vecinos de Robledillo, y el histórico puente del Villar, aunque la sumersión de este no originó perjuicio en las comunicaciones, ya que su paso fue sustituido por el de la coronación de la presa.
Las actividades económicas en este municipio hoy día, al igual que en la mayoría de los pueblos de Sierra Norte (Madrid), son escasas. Se da a muy pequeña escala el sector primario y, con cierto incremento de su presencia en los últimos años, las actividades terciarias.
El éxodo rural, iniciado en la década de los años 1960, supuso el abandono casi total de las actividades agrarias en el municipio, lo que ha limitado la presencia de este sector a un gran número de huertas y cultivos estivales de reducida extensión alrededor del núcleo urbano, con poca incidencia en el medio natural pero de gran valor productivo, pues los tomates sonrosados de Robledillo están adquiriendo cierto renombre por su extraordinaria calidad. Por otro lado, todavía existe una explotación de ganado vacuno, distribuida por todo el término municipal, y un reducido rebaño de ovejas. En los últimos años se ha incrementado el número de colmenas, dada la gran variedad de flores y arbustos que hay en el municipio, actividad que está en declive en la Sierra Norte; también últimamente han aumentado las explotaciones avícolas, diseminadas por el núcleo urbano, que estaban casi desaparecidas en Robledillo. A excepción de la explotación ganadera, todas las actividades relacionadas con el sector primario se dedican al "autoconsumo" de los propietarios que las poseen.
El sector terciario está representado por dos bares-restaurante: la "Taberna-Museo Etnográfico" y la "Posada de Robledillo", ambos propiedad del Ayuntamiento, y 6 alojamientos rurales, que satisfacen la demanda turística. Por último, el pueblo dispone de una residencia de la Tercera Edad, la cual es concertada y cuenta con 12 plazas internas, un centro de día y un comedor social para los jubilados empadronados en el municipio.

## Vegetación
La especie vegetal predominante en Robledillo es la jara común, omnipresente en todo su término municipal, seguida del romero, también abundante y siempre entremezclado con la jara, pero con menos protagonismo que ella, pues por donde coexisten ambos no se dice que hay romerales, sino jarales.

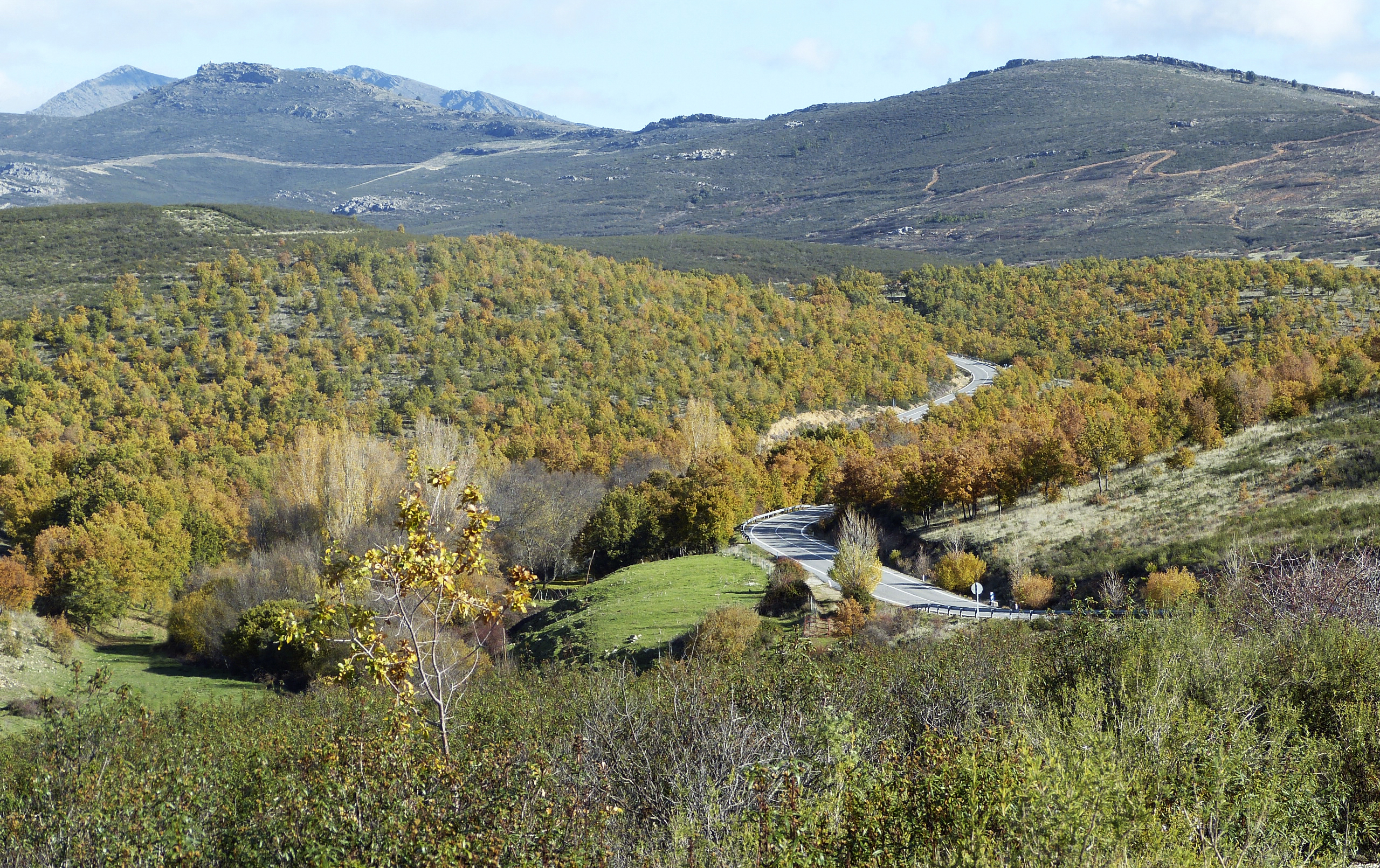
Robles y jaras

De la gran cantidad de robles que otrora dicen que tenía Robledillo, no quedan hoy sino los de sus dehesas de Arriba (o Prado Concejo) y de Abajo (o Dehesa Boyal) y otros pocos más, aunque robustos, en los cerramientos de los diversos prados que salpican el término. Sólo hay encinas en los terrenos gnéisicos de las proximidades del río Lozoya, por donde también crecen algunas retamas, cornicabras, arces de Montpellier y saúcos; los helechos son exclusivos del río Riato y arroyos de su vertiente, siempre junto a los cauces; en ambas dehesas y en los bordes de los prados hay endrinos y majuelos; y por cualquier zona del término, gran variedad de tomillos entre los que destacan el salsero y el cantueso. También, bastantes torviscos y muy pocos brezos.
La falta de ganados en las últimas décadas ha propiciado, junto a los arroyos, regatos y vaguadas, una exuberante vegetación de ribera integrada principalmente por salgueras, chopos, fresnos, alisos, espinos, escaramujos, zarzas y juncos.
En la década de 1960 se repobló de pinos la mayor parte de la vertiente del río Riato, y mucho antes, a principios del siglo XX, se había repoblado la zona contigua al embalse del Villar, formando parte del pinar de Casasola.

## Lugares de interés

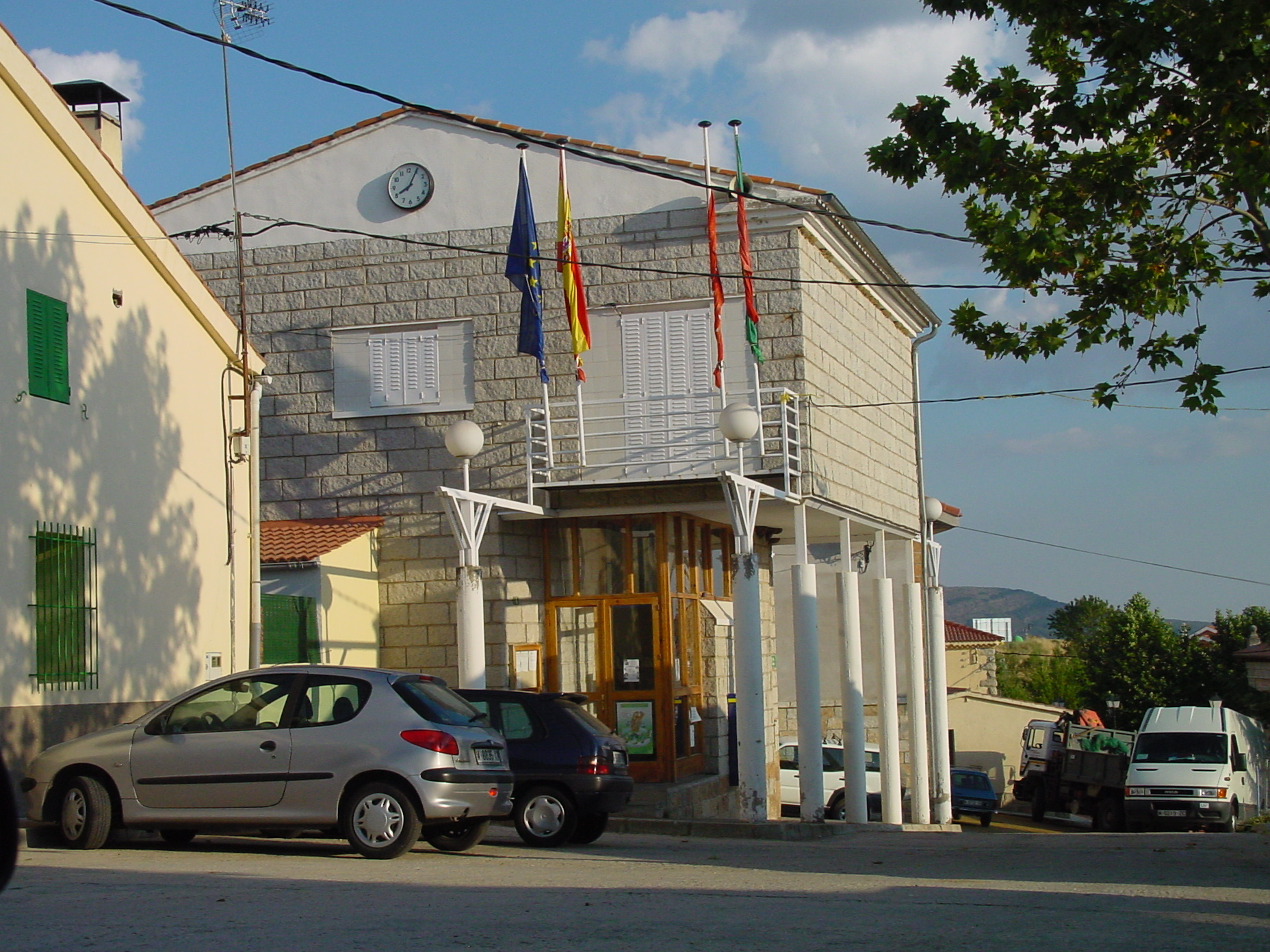
Casa consistorial

- Taberna-Museo Etnográfico. Situada en la antigua Poco Plaza (hoy calle de la Soledad n.º 12), es una casa-vivienda del siglo XIX que ha sido recuperada a finales del XX para museo etnográfico y un pequeño bar, sin alterar su estructura rústica original. Incluso los portones de entrada al corral, o patio, son los originales de la casa perfectamente conservados, y su solado, con lajas de piedra de la zona, el tradicional de las viviendas de Robledillo. En la planta baja se ubica el bar restaurante y la bodega con sus grandes tinajas; y en la alta, las diferentes herramientas, utensilios y aperos relacionados con la agricultura, ganadería y formas de vida locales del pasado, con cuatro espacios temáticos donde se muestra cómo y con qué se hacían, a principios del siglo XX, el pan, la miel, el vino y los productos de matanza.

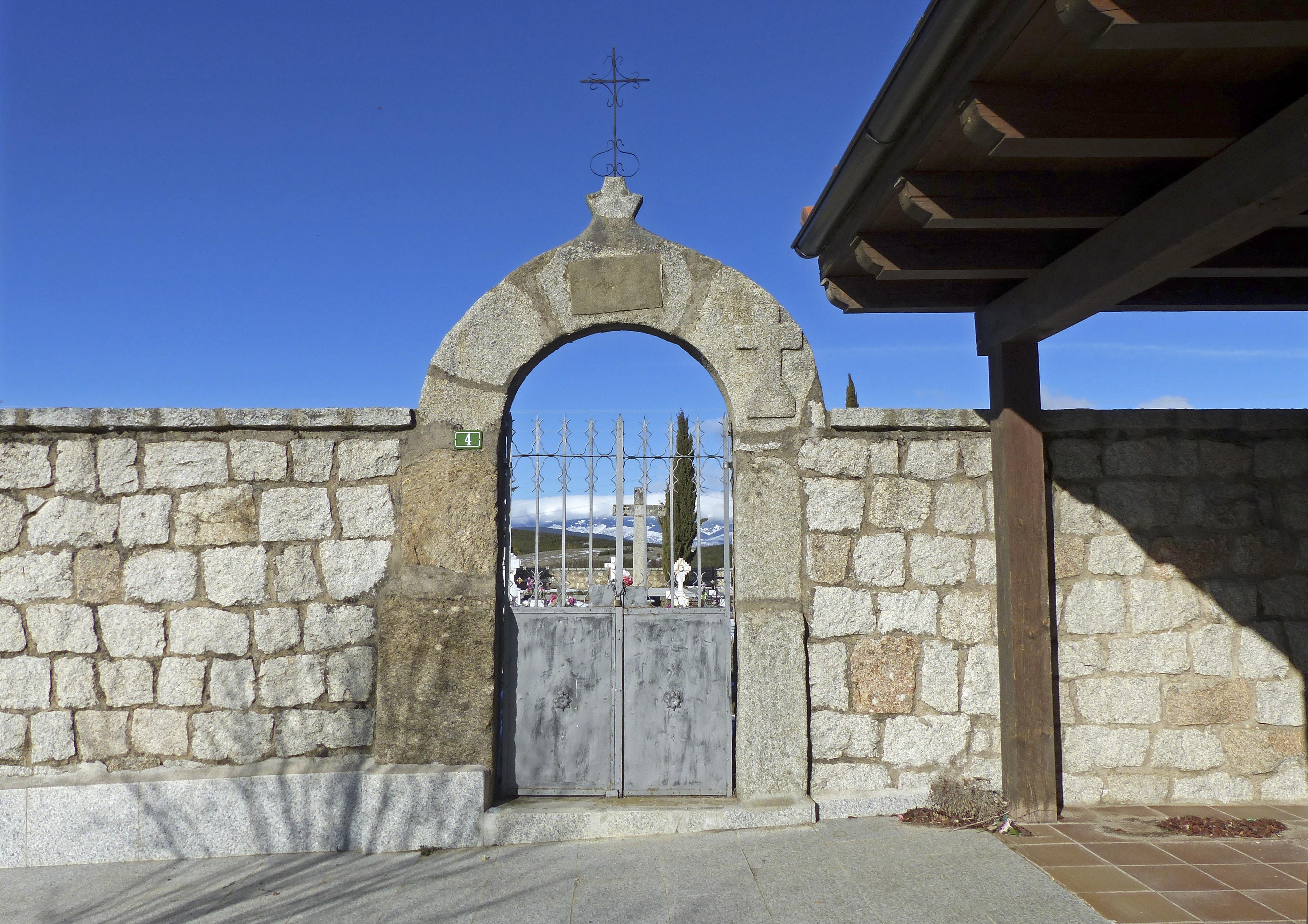
La ermita de la Soledad desapareció por hundimiento hacia 1930, y su portada es la del actual cementerio.

- Iglesia parroquial de San Pedro Apóstol. Edificada en 1893 sobre las ruinas de otra anterior, presenta un cierto aire neomudéjar popular. Tiene una sola nave, portada con arco de medio punto rebajado, torre de espadaña con alojamientos para dos campanas, estructura de madera con tirantes en la techumbre y cubierta con teja árabe. Conserva una pila bautismal y otra de agua bendita, ambas renacentistas. Una de sus fachadas se vino usando para juego de pelota, con prohibición de jugar durante la misa o cualquier otro acto litúrgico, hasta la construcción del moderno frontón de que disfruta hoy el pueblo.
- Portada del cementerio. Construida en granito, con arco de medio punto en cuyo lado derecho (vista desde fuera) presenta una cruz en alto relieve y en la cúspide, otra metálica. Esta última fue recolocada en 1960 por “varios hermanos de la Cofradía Sacramental de Robledillo trabajando en hacendera”.  Se trata de la portada de la antigua ermita de la Soledad, histórica sede de la cofradía de la Vera Cruz. Esta ermita desapareció por derrumbe hacia 1930 (según testimonios de los vecinos de Robledillo de entonces). Por lo visto, ante la inminente amenaza de hundimiento de una de las dos aguas de su tejado y la falta de recursos para arreglarlo, se decidió derribarla entera y añadir todo su espacio al camposanto, subastando su maderaje y preservando la portada, que también fue respetada cuando a finales del siglo XX se amplió el cementerio.
- Museo de Formas de Vida del Pasado. Tradicionalmente, en cada pueblo había una tejera, que solía ubicarse en el extrarradio de la población, en un paraje de fácil acceso, arcilloso y cercano a alguna corriente acuífera donde tener a mano todos los ingredientes de las tejas. Cada cierto número de años, se fabricaban las que hicieran falta, siempre teja árabe. Por ejemplo, y según consta en el archivo municipal de Robledillo, en 1879 se elaboraron en su tejera 24.559 tejas, que habían solicitado los vecinos. La tejera de Robledillo dejó de funcionar a mediados del siglo XX cuando, amenazando ruina, no se la reparó porque ya nadie precisaba tejas y terminó hundiéndose. Y tras varias décadas de abandono, a principios del siglo XXI se rehabilitó para el actual Museo de Formas de Vida del Pasado, que además de fabricación de tejas muestra otras industrias tradicionales como herrería, jabonería, apicultura, molienda de grano y carbonería.Depósito de Arriba. Construido en 1935 para las aguas sobrantes del manantial surtidor de la fuente de la plaza.

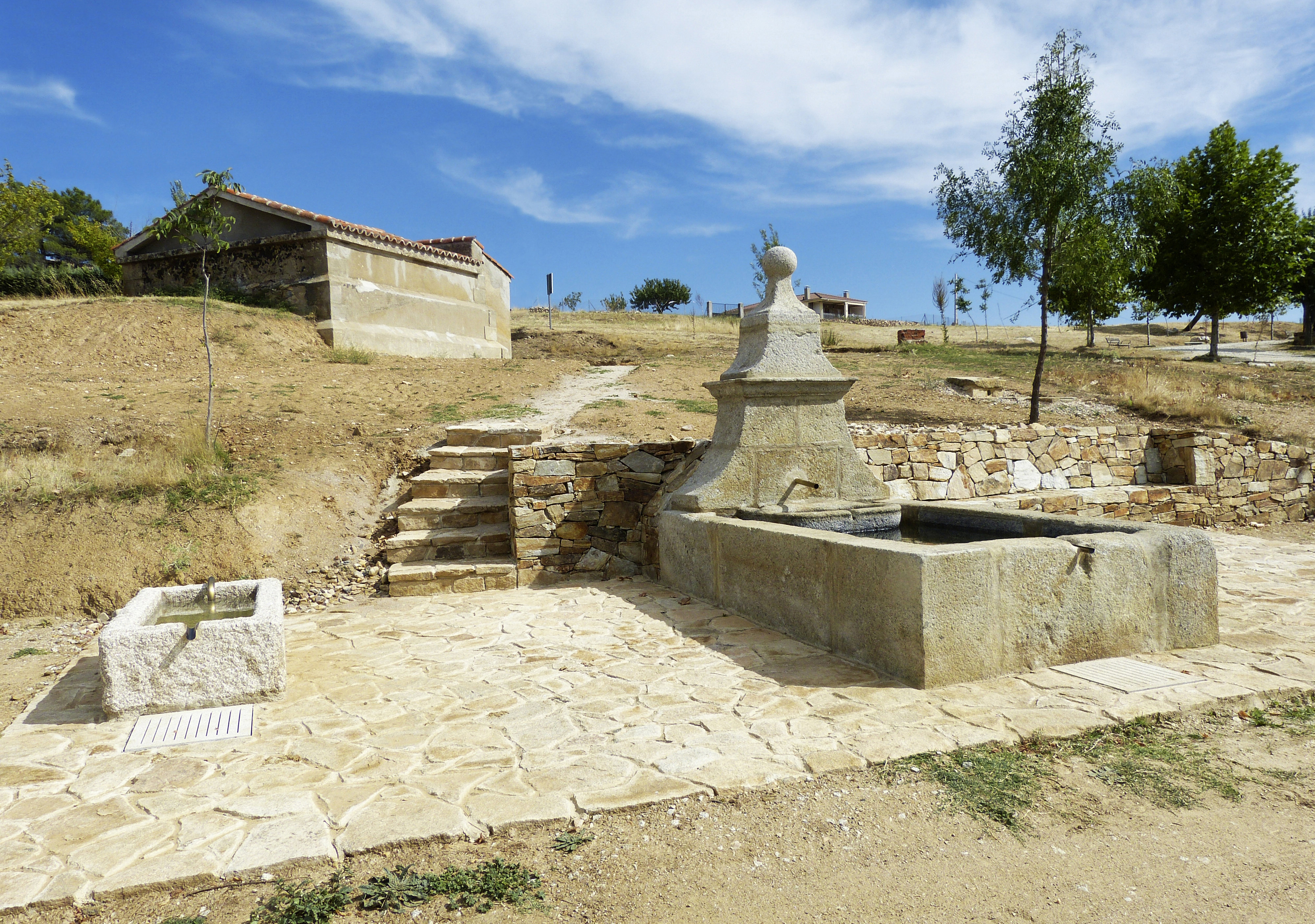
Depósito de Arriba. Construido en 1935 para las aguas sobrantes del manantial surtidor de la fuente de la plaza.

- Fuente de la plaza. Las gestiones efectuadas en 1933-34 para traer agua al pueblo desde el manantial de El Hoyo dieron lugar a la subsiguiente ejecución de las obras y la inauguración de la fuente en la plaza principal del pueblo (hoy plaza de Televisión Española) en 1935. El presupuesto ascendía a 24.944,90 pesetas, en parte a cargo del Estado y el resto a cargo del municipio, que lo aportó “en jornales y materiales puestos a pie de obra, todo ello por prestación personal, único medio administrativo legal de un ayuntamiento pobre para dar cumplimiento a las disposiciones vigentes”. Así consta en el acta de la Junta municipal del 26/03/1934 que lo aprobó. En la fuente se puso una placa con la inscripción siguiente: “Construida en 1935. Por iniciativa y gestiones de D. Manuel Torres Campañá. Siendo alcalde el vecino Pedro González”. Y a los pocos años apareció una tachadura sobre don Manuel y su iniciativa y gestiones, que no fue corregida luego. La reconstrucción de la fuente, a finales del pasado siglo XX, supuso la desaparición de dicha placa, que fue sustituida por la actual. En ésta figura todo lo que en la anterior y un poco más; pero no la tachadura.
- Centro de interpretación de la Micología. Inaugurado recientemente en un antiguo lavadero público, acondicionado y ampliado, ofrece información a aquellos visitantes que acuden al valle del Lozoya en busca de setas. Además, programa distintas actividades.
- Presa del Villar. Fue construida entre 1869 y 1882, tras la demostración de que el Pontón de la Oliva, inaugurado en 1858, no solucionaba el abastecimiento de agua a Madrid. La elección del emplazamiento de la nueva presa, su proyecto y la dirección de las obras corrieron a cargo de los ingenieros Elzeario Boix y José Morer. Fue la primera presa de arco de gravedad construida en Europa y, en su momento, la más alta de España. Sumergido en su embalse, a unos 50 metros del muro, quedó el puente del Villar, de un solo vano, arco de medio punto y construcción de piedra de la zona, que tuvo gran protagonismo histórico como paso obligado de la Cañada Real de Merinas. Desde la coronación de la presa puede contemplarse la pintoresca panorámica ofrecida por la garganta del Lozoya, aguas abajo del muro, junto con el puente-acueducto del Canal de El Villar y la cola del embalse de El Atazar, que, cuando está lleno, anega la zona bajera del paramento de El Villar.

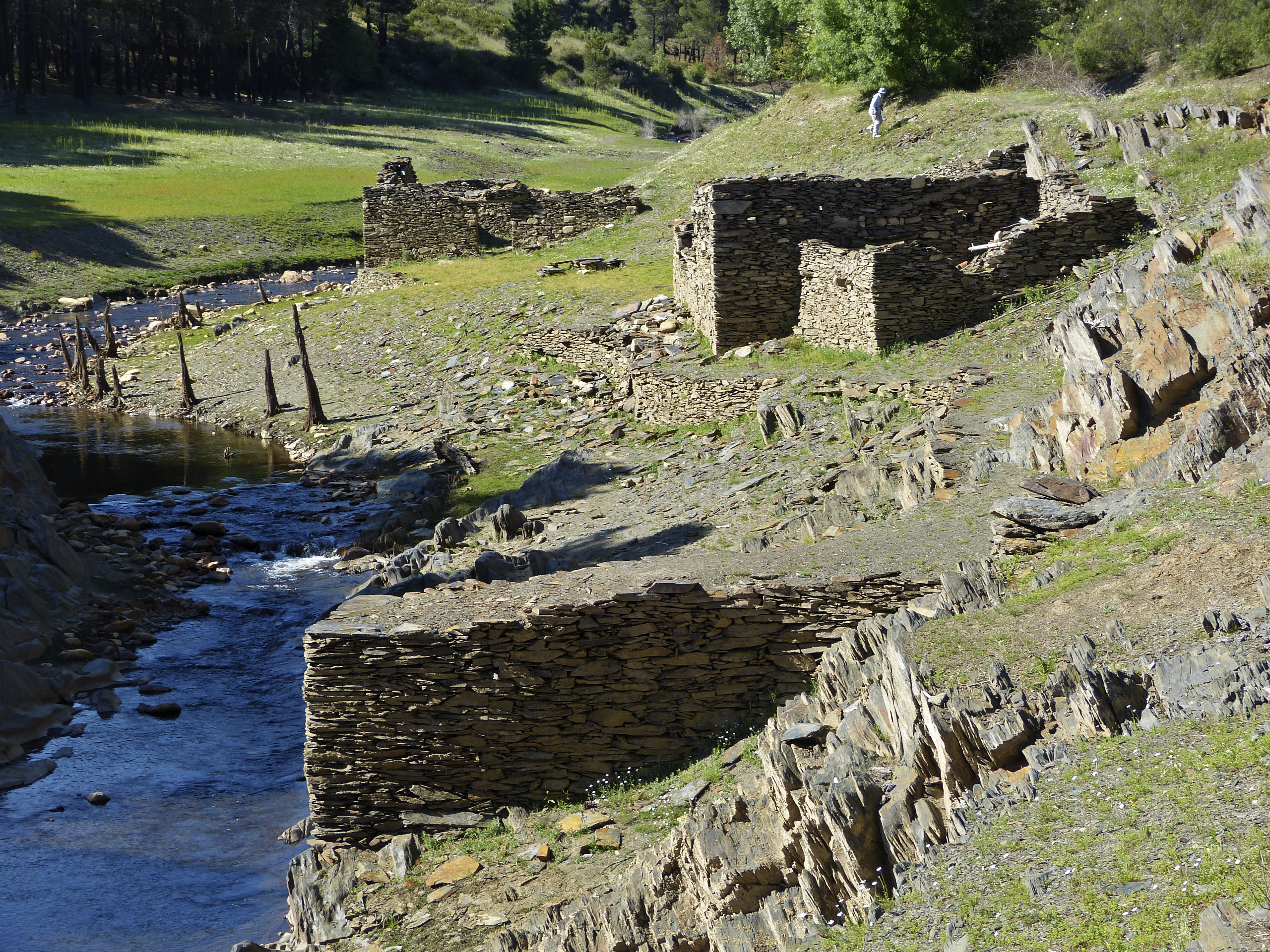
Ruinas del Molino del Riato

- Molino del Riato (ruinas). Para verlo se precisa que el embalse del Atazar esté menguado, como mínimo, pues a su nivel máximo queda justamente cubierto por el agua. Aún a mediados del siglo XX mantenía una gran actividad, moliendo granos de los pueblos del contorno (Robledillo, Cervera, Berzosa, Serrada, El Atazar e incluso Alpedrete de la Sierra). Junto a él perduran también los restos del puente por el que pasaba el camino de Robledillo a El Atazar. Además de este, en el río Riato hubo al menos otros dos molinos cuyas ruinas han llegado a nuestros días: uno en el paraje “Molino Viejo” (Robledillo) y otro en el de “Las Vihuelas” (El Atazar).
- Ermita del Villar. Está situada a la altura del km. 15 de la carretera M-127 y junto a ella. Se trata de los restos de la iglesia del antiguo poblado de El Villar, desaparecido no más tarde del siglo XVI. Tras la desaparición del caserío, parece ser que su iglesia fue utilizada como ermita por los feligreses de Robledillo, ignorándose cuándo quedó en ruinas. Hacia 1970, de los dos paredones que le quedaban, perdió uno para dar paso a la carretera M-127. En la actualidad hay allí una placa diciendo, erróneamente, que “fue destruida durante la Guerra Civil".
- Lavadero. Conocido popularmente como "Lavadero de Arriba", está situado en el borde norte del casco urbano. Fue construido a mediados del siglo XX para que los vecinos de Robledillo lavasen la ropa, pero también suponía un importante punto de encuentro y tertulia para las lavanderas (siempre mujeres). Hoy en día ha perdido esta función, y a su alrededor existe un atractivo parque con bonitas vistas.

## Fiestas y tradiciones
- Carnaval. El sábado anterior al Miércoles de Ceniza, se recorren las calles del pueblo con la tradicional vaquilla y su séquito de animadores, que la jalean con cencerros y cachiporras, además de la aparición espontánea de los enmascarados (personas disfrazadas). A última hora de la tarde, la vaquilla muere de un disparo fingido, y a todos los concurrentes se les invita a una degustación de sangría (sangre de la vaquilla). La jornada termina con una cena popular en la Casa de la Cultura. Y el fin de semana siguiente se realiza el Entierro de la Sardina, acompañándola en un simulacro de cortejo fúnebre por el pueblo hasta el lugar de la quema.

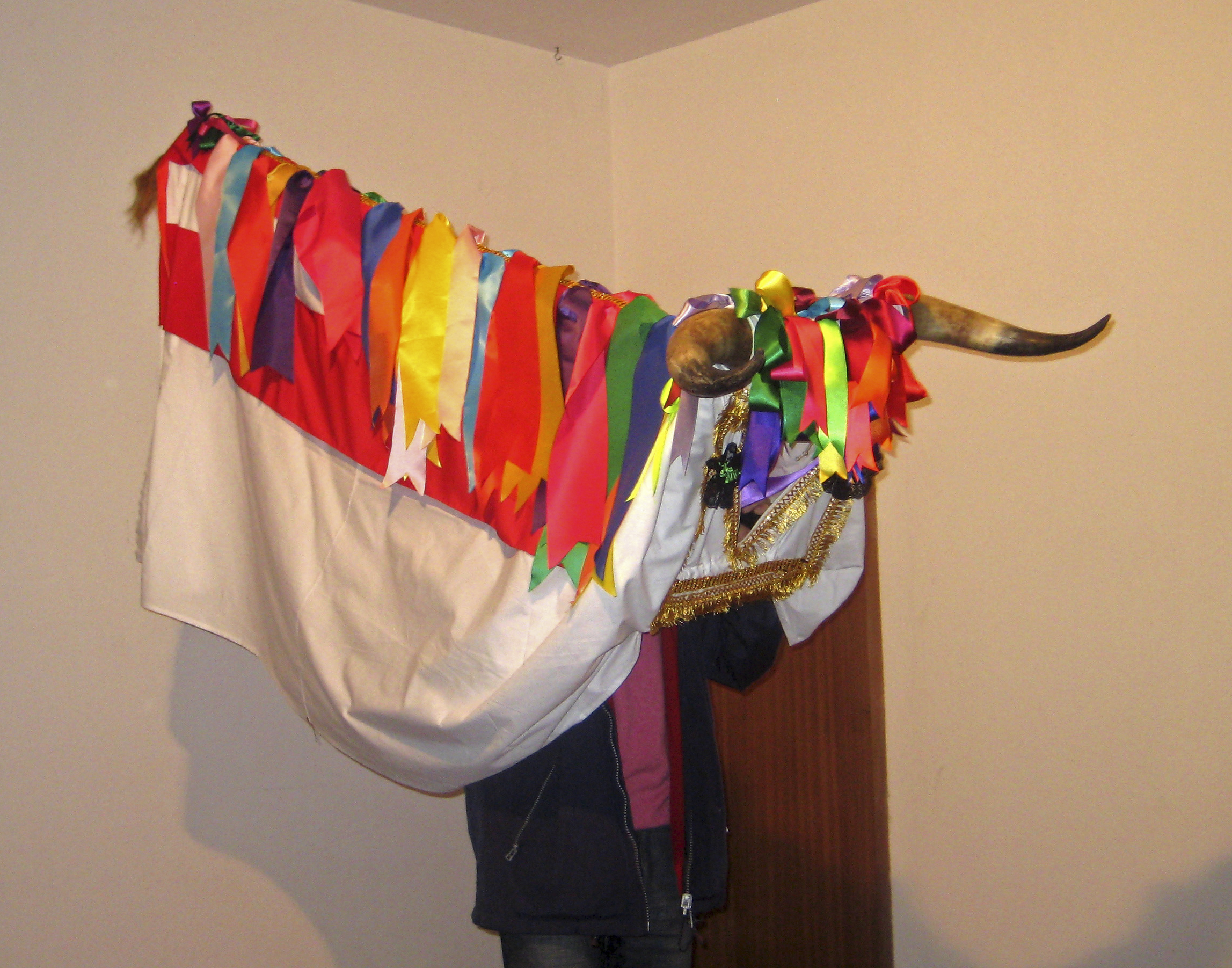
La Vaquilla de Carnaval

- San José. El domingo siguiente al día de San José se reparte pan de anís entre los hermanos de la Cofradía Sacramental de Robledillo al finalizar la misa; posteriormente, en la Casa de la Cultura, se reparte el tradicional escabeche entre todos los vecinos que se acerquen.
- Altar de Semana Santa. En Semana Santa los vecinos erigen un altar en el interior de la iglesia, ante el cual, como es tradición, los hermanos de la Cofradía Sacramental velan al Santísimo el Jueves Santo y Viernes Santo, turnándose por horas.
- Romería a la ermita del Villar. Todos los años, el primer fin de semana de mayo los vecinos de Robledillo van en romería a las ruinas de la ermita del Villar, a tres kilómetros escasos del pueblo. Dicha romería, tradicionalmente llamada Procesión de la ermita, incluye el traslado en andas de la Virgen del Rosario, patrona de Robledillo, unos ritos en su honor, la típica subasta de varas y comida campestre después.
- Fiesta Patronal de Verano. Tiene lugar el segundo fin de semana de agosto, con misa y procesión, pasacalles, orquestas, campeonatos de pádel, parque infantil, el tradicional concurso de playback y comida popular el domingo en la Casa de la Cultura.
- Fiesta de la Virgen del Rosario. Se celebra el primer fin de semana de octubre, con misa y procesión, subasta de varas, baile, exposiciones, campeonatos de mus y de brisca y comida popular el domingo en la Casa de la Cultura.

## Asociación cultural "La Jara"
Fundada hace varias décadas, es la única asociación cultural del municipio y cuenta con casi un centenar de socios, de todas las edades.  Se ocupa de organizar los Carnavales (Vaquilla, Concurso de Disfraces, Entierro de la Sardina...) y demás eventos culturales y de ocio, como excursiones, fiestas, comidas en la Casa de la Cultura, etc.